# イヴェコ LMV
イヴェコ LMV（Iveco LMV：Light Multirole Vehicle）は、イタリアの商用車製造会社であるイヴェコが開発した軽装輪装甲車である。

## 概要
イヴェコ社がイタリア軍の装甲車トライアルに対して開発したのがこのLMVである。車体自体が専用設計であり、NATOの装甲規格であるSTANAG 4569のレベル1 - 4までを付与する事ができ、車体下がV字型の構造となっており、即席爆発装置の攻撃にも耐えられる設計となっている。
エンジンには過給機が使用されているが、熱探知装置による探知を低減するために、エンジンの下部に装備されている。また、エンジンからの排気は、A ピラー内の排気ダクトを通して排出する設計となっている。また、パンクしても走行可能なランフラットタイヤを装備している。
Light Multirole Vehicleの名前の通り、戦闘装甲車両としての役割の他、軍用救急車・通信車などの用途にも使用する事ができる他、車体が小型のため、CH-47 チヌークやEH101と言った、軍用大型輸送ヘリコプターにも搭載できるため、展開も容易である。
なお、イタリア軍の他にも9ヶ国が採用しており、イギリス軍では、FV432・AT105 サクソン・ランドローバー・ウルフおよびCVR（T）を置き換える目的で、パンサー CLVとして独自改造して採用している。この車両は、BAEシステムズが開発を担当し、既存のLMVよりさらに強化された装甲を採用するなど、安全性の向上が図られている。現在、こちらはイギリス陸軍の第1機械化歩兵旅団に配備されており、アフガニスタンで活躍している。
|          | VBL      | LMV       | コブラ   | 軽装甲機動車 | イーグル | エノク  |
| -------- | -------- | --------- | -------- | ------------ | -------- | ------- |
| 画像     |          |           |          |              |          |         |
| 全長     | 3.87 m   | 5.50 m    | 5.23 m   | 4.40 m       | 5.37 m   | 4.82 m  |
| 全幅     | 2.02 m   | 2.05 m    | 2.22 m   | 2.04 m       | 2.16 m   | 1.90 m  |
| 全高     | 1.70 m   | 1.95 m    | 2.10 m   | 1.85 m       | 2.00 m   | 1.90 m  |
| 重量     | 約3.59 t | 約6.5 t   | 約6.2 t  | 約4.5 t      | 約8.5 t  | 約5.4 t |
| 最高速度 | 95 km/h  | 130 km/h  | 115 km/h | 100 km/h     | 110 km/h | 96 km/h |
| 乗員数   | 2 - 3名  | 1+3 - 6名 | 1+8名    | 1+3 - 4名    | 1+4名    | 2 - 6名 |

|          | EQ2050   | GAZ-2330 | ハスキーTSV     | ホークアイ | KLTV     | L-ATV    |
| -------- | -------- | -------- | --------------- | ---------- | -------- | -------- |
| 画像     |          |          |                 |            |          |          |
| 全長     | 4.97 m   | 5.70 m   | 5.84 - 6.86 m   | 5.78 m     | 4.90 m   | 6.2 m    |
| 全幅     | 2.134 m  | 2.30 m   | 2.438 m         | 2.39 m     | 2.20 m   | 2.5 m    |
| 全高     | 1.916 m  | 2.30 m   | 2.311 - 2.362 m | 2.39 m     | 2.0 m    | 2.6 m    |
| 重量     | 約3.25 t | 約7.6 t  |                 | 約7.0 t    | 約5.7 t  | 約6.4 t  |
| 最高速度 | 135 km/h | 140 km/h |                 | 130 km/h   | 130 km/h | 110 km/h |
| 乗員数   | 1+3名    | 2+10名   | 2+2名           | 1+4 - 5名  | 1+6名    | 1+3名    |

## 採用国
- アルバニア - アルバニア憲兵隊（英語版）（2023年時点で、8両[2]）
- オーストリア - オーストリア陸軍（2023年時点で、150両[3]）
- イタリア - イタリア陸軍・イタリア海軍（2013年3月の時点で、約2,000両。4,000両を計画中）
- イギリス - イギリス陸軍（パンサー CLV：401両）
- ブラジル - ブラジル陸軍（32両調達[4]）
- ベルギー - ベルギー陸上構成部隊（2024年時点で、356両[5]）
- ボスニア・ヘルツェゴビナ - ボスニア・ヘルツェゴビナ軍
- ノルウェー - ノルウェー軍（170両）
- クロアチア - クロアチア軍（調達数94両を予定）。2024年時点で、クロアチア陸軍が10両のLMVを保有[6]。
- スペイン - スペイン陸軍（2013年3月の時点で、270両）
- スロバキア - スロバキア軍
- チェコ - チェコ軍（120両）
- ロシア - ロシア陸軍（調達数727両を予定。2012年の時点では57両）
- ウクライナ ｰ ウクライナ陸軍(2022年ロシアのウクライナ侵攻を受けイタリア、ポルトガル、ノルウェーが供与)